# Johnny Handsome
 Johnny Handsome és una pel·lícula estatunidenca dirigida per Walter Hill, estrenada el 1989.

## Argument
Un criminal de carrera, desfigurat des del naixement, té una nova oportunitat. Un cirurgià li retorna la figura humana. En llibertat condicional, Johnny porta una vida assenyada. Però en l'ombra, prepara la seva venjança contra la persona que l'ha enviat a la presó...

## Repartiment
- Mickey Rourke: John Sedley/Johnny Handsome/Johnny Mitchell
- Ellen Barkin: Sunny Boyd
- Elizabeth McGovern: Donna McCarty
- Morgan Freeman: Tinent A.Z. Drones
- Forest Whitaker: Dr. Steven Fisher
- Lance Henriksen: Rafe Garrett
- Scott Wilson: Mikey Chalmette
- David Schramm: Vic Dumask
- Yvonne Bryceland: Germana Luke
- Peter Jason: M. Bonet
- J.W. Smith: Larry
- Jeffrey Meek: Earl
- Allan Graf: Bob Lemoyne

## Rebuda
- "Thriller aspre i nascut amb vocació de sordidesa que aporta una glopada d'aire fresc al somort prestigi de Hill després de les seves últimes pel·lícules. Tragèdia urbana amb gran solidesa narrativa i hàbils el·lipsis"[1]
- Johnny Handsome és una pel·lícula de Walter Hill (The Warriors, Streets of Fire), i posa les següents coses als primers cinc minuts: trets, frens que grinyolen, un gàngster que trafica droga, una prostituta negra, un robatori violent, un assassinat, màscares sinistres, got que s'esmicola.[2]